# Pteridophyllum
Pteridophyllum, monotipski rod poluzimzelenih trajnica iz porodice makovki (Papaveraceae), nekada uključivan u monogeneričku porodicu Pteridophyllaceae. Jedina je vrsta japanski endem P. racemosum.
P. racemosum je vrsta koja voli sjenovita i vlažna humusom bogata tla. Stabljika naraste 15 do 20 cm visine. Ono što je razlikuje od ostalih vrsta dimnjača su njezini listovi koji mu daju izgled paprati, sve dok se u kasno proljeće i početkom ljeta ne procvjetaju bijeli viseći zvonasti cvjetovi.

## Galerija
- P. racemosum
- P. racemosum